# Formannskapslovene
Die Formannskapslovene (Präsidialgesetze), auch bekannt als Lovene om Formandskaber i kjøbstæderne og paa landet (Gesetze über die Vorsteherschaft in den Marktstädten und auf dem Lande), waren zwei am 14. Januar 1837 sanktionierte norwegische Verfassungsgesetze, die ab dem 1. Januar 1838 in Norwegen die kommunale Selbstverwaltung einführten. Damit wurde „der große gesellschaftspolitische Durchbruch, der wirklich entscheidende Schritt zur Gründung einer modernen Selbstverwaltungsdemokratie […] vollzogen.“

## Inhalt
Entsprechend der norwegischen Tradition einer besonderen Rechtsstellung der Städte (Kjøpsteder mit vollen Handelsprivilegien und Ladesteder als deren „Filialen“) wurde die rechtliche Regelung in je einem Gesetz für die Kjøbstæderne (Marktstädte) und für die ländlichen Gemeinden erlassen:
- Lov om Formandskaber i Kjøbstæderne, samt om Bestyrelsen af Kjøbstædernes almindelige Commune-Anliggender. (Gesetz über die Präsidien in den Marktstädten und über die Verwaltung der allgemeinen kommunalen Angelegenheiten der Marktstädte.)
- Lov om Formandskaber paa Landet samt om Bestyrelsen af Districternes almindelige Commune-Anliggender. (Gesetz über die Präsidien auf dem Lande und über die Verwaltung der allgemeinen kommunalen Angelegenheiten der Bezirke.)

### Kommunale Bezirke
Das Land wurde in formannskapsdistriktene (Präsidialbezirke) eingeteilt, die in den meisten Fällen mit den bestehenden Kirchengemeinden (prestegjeldene) deckungsgleich waren. Sehr große Kirchengemeinden sowie solche, deren Gebiet sich über zwei Provinzen (amter, heute fylker genannt) erstreckte, wurden entlang der Grenzen von Pfarrbezirken (kirkesokn) oder Dorfversammlungen (tinglaget) geteilt.
Entsprechend der Tradition und der teilweise unterschiedlichen rechtlichen Regelung wurden die Bezirke entweder bydistriktene (Stadtbezirke) oder landdistriktene (Landbezirke) genannt. Ab 1863 wurden die landdistriktene offiziell als herredskommunen oder herreder bezeichnet und die dazugehörigen Gemeinderäte als herredstyrer. Herred war bereits in der vorchristlichen Zeit in Skandinavien die Bezeichnung für eine lokale bäuerliche Gemeinschaft, die in einem Herredsthing ihre eigenen Angelegenheiten regelte.
Beide Gesetze schrieben für einen Bezirk die Mindestgröße von 50 stimmberechtigten Einwohnern vor. Wurde diese Zahl nicht erreicht, sollten zu kleine Bezirke mit größeren zusammengelegt werden. Dies hätte vor allem die meist sehr kleinen Ladesteder betroffen (die größeren waren im Laufe der Jahrhunderte zu Kjøpsteder aufgestiegen); sie wären als Teil des sie umgebenden Landbezirks nach dessen Recht zu verwalten gewesen – als sogenannte kombinerte land- og kjøbstedskommuner (kombinierte Land- und Marktgemeinden).
Praktisch hatten die Ladesteder jedoch ein Wahlrecht: „Die Ladesteder können selbst entscheiden, ob sie kommunal mit dem benachbarten Landkreis fusionieren oder ein eigenes Präsidium und eine eigene Gemeindevertretung haben wollen. In diesem Fall sind sie verpflichtet, die für die Kjøbstæderne geltenden Regeln zu befolgen; 20 der 22 Ladesteder des Landes haben sich für die letztere Option entschieden, während nur Hvitsten und Holmsbu es vorgezogen haben, mit dem Landkreis zu fusionieren, in dem sie liegen.“ (1910)

### Kommunale Gremien
Jede Stadt- und Landgemeinde sollte einen formannskap (Präsidialrat, Präsidium) und einen representantskap (Repräsentantenrat) haben, deren Mitglieder in getrennten Wahlen gewählt werden sollten. Der representantskap – ab 1921 als heradstyret bzw. kommunestyret (Gemeinderat) bezeichnet – sollte dreimal so viele Mitglieder haben wie das Präsidium. Alle zwei Jahre wurde die Hälfte der Mitglieder für eine Amtsperiode von vier Jahren gewählt. Die Wahlen in den Städten und in den Landgemeinden fanden zu unterschiedlichen Zeiten im Jahr statt.
Die Regeln für das Wahlrecht in die Kommunalvertretung waren dieselben Regeln wie für die Wahlen ins Storting (Artikel 50 der norwegischen Verfassung). Dieses Zensuswahlrecht machte außer Staatsbürgerschaft, Alter und männliches Geschlecht auch ein gewisses Vermögen zur Bedingung, um seine Stimme abgeben zu dürfen. Noch 1876 waren nur 7,1 % der Einwohner der norwegischen Städte wahlberechtigt, etwa ein Drittel aller Männer über 25 Jahre.
Durch das Gesetz vom 27. Juli 1896 wurde die Bestellung des Präsidiums grundlegend geändert. Seine Mitglieder werden seitdem nicht mehr direkt gewählt, sondern von den Mitgliedern des Gemeinderates und aus ihrer Mitte ausgewählt (valgt av og blant kommunestyrets medlemmer); das Präsidium ist also ein Ausschuss des Gemeinderats und der Bürgermeister und sein Stellvertreter gehören ihm immer an.  Diese Bestimmung gilt noch heute (Kommuneloven 2018 § 5–6). (Eine analoge Regelung war 1814–2009 für die beiden Kammern des nationalen Parlaments in Kraft.) 1896 wurde außerdem beschlossen, den gesamten Gemeinderat gleichzeitig und für drei Jahre zu wählen und das Verhältniswahlrecht anzuwenden.

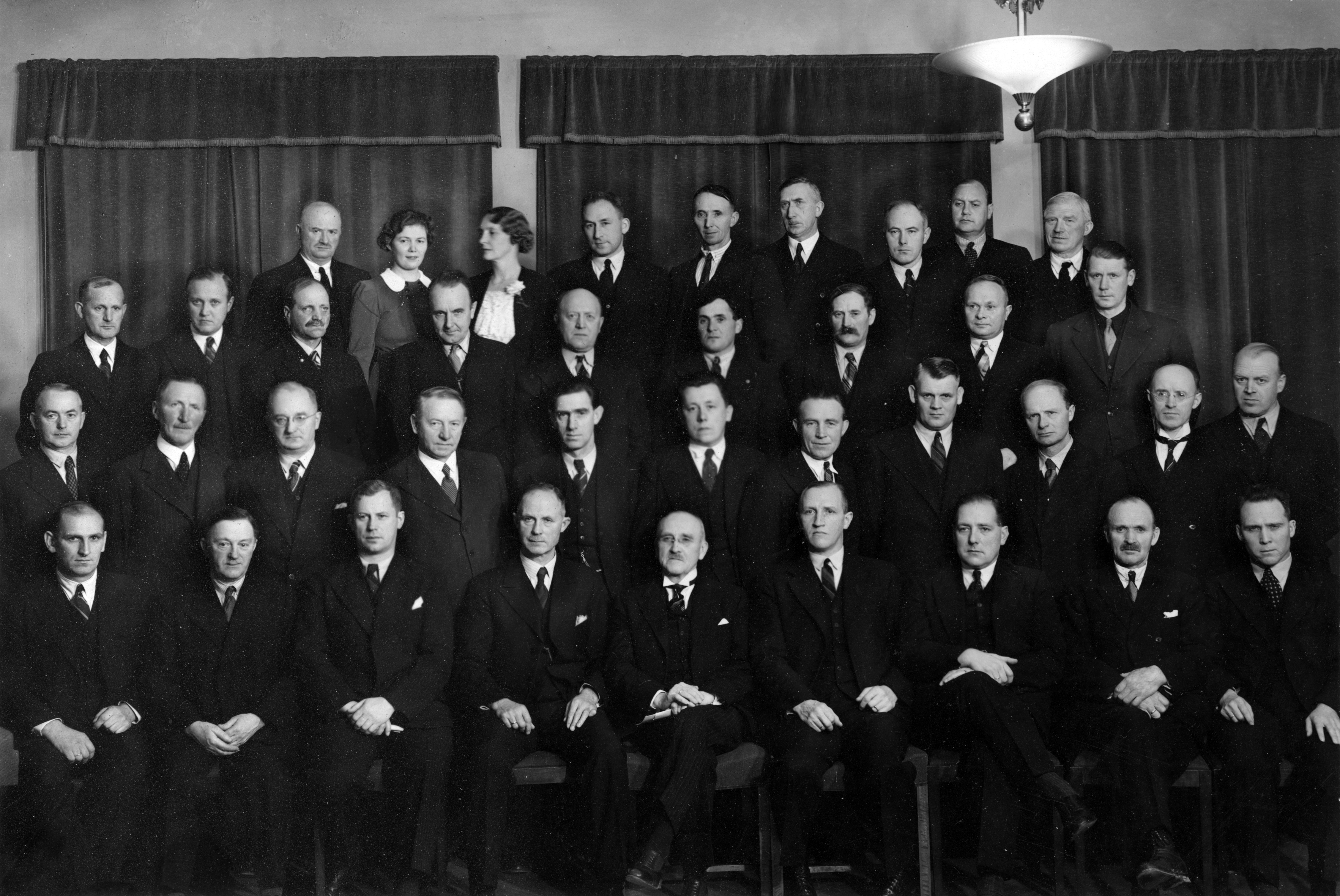
Der Gemeinderat von Strinda (heute bei Trondheim) 1937 bei der Hundertjahrfeier der Formannskapslovene

Das Gesetz vom 7. Juni 1910 räumte „den Frauen das Wahlrecht in der Kommune unter den gleichen Bedingungen wie den Männern ein.“
Die Formannskapslovene als Ganzes wurden erst 1921 durch neue Gemeinderatsgesetze für Stadt- und Landgemeinden ersetzt, mit Ausnahme der Wahlordnung, die 1925 neu erlassen wurde. Seit 1932 finden die Gemeinderatswahlen für beide Gemeindearten am selben Tag statt und seit 1939 beträgt die Wahlperiode vier Jahre.

### Kommunale Zuständigkeit
„Die Formannskapslovene waren rein verfassungsrechtlicher Natur. Sie institutionalisierten die Gemeinden und setzten den Rahmen für die kommunale Tätigkeit. Der eigentliche Inhalt der kommunalen Tätigkeiten wurde durch Sondergesetze geregelt, oder die Gemeinden beschlossen dies selbst.“
In den 1800er-Jahren bestanden die kommunalen Aufgaben hauptsächlich im Schulwesen, in der Armenfürsorge, in der Erhaltung der Straßen und in der Steuererhebung. Für diese Aktivitäten gab es schon vor 1837 lokale Komitees, die meist vom Gemeindepfarrer geleitet wurden, und die danach in die praktische Arbeit der Gemeindeverwaltung integriert wurden. Und für diese Aufgabenbereiche wurden durch die genannten Sondergesetze für Städte und Landgemeinden unterschiedliche Regeln festgelegt: „Während die Marktgemeinden in ihrer Gesamtheit durch ihre gewählten Vertreter über alle ihre Angelegenheiten selbst entscheiden, soweit das Gesetz dies zulässt, unterliegen auf dem Land nur kleinere Aufgaben, die ausschließlich die besonderen Interessen der einzelnen Gemeinde betreffen, ihrem Entscheidungsrecht. Größere Aufgaben, die alle oder die Mehrheit der Landkreise einer Provinz betreffen, werden in Zusammenarbeit zwischen ihnen im sogenannten Kreistag (amtsting) entschieden.“
Aber auch die Marktgemeinden, an sich von der Provinzverwaltung unabhängig, mussten dem Amtmann, dem von der Zentralregierung eingesetzten Provinzaufseher, Einsicht in ihre Verhandlungsprotokolle und Rechnungsabschlüsse geben.

### Amtskommunen
Das Formannskaploven über die Landgemeinden führte auch die Selbstverwaltung für die Provinzen (amter) ein und enthielt Bestimmungen über die amtskommunen (die heutigen fylkeskommunen). Das aus den Bürgermeistern aller Gemeinden der Provinz zusammengesetzte Parlament hieß amtsformannskapet, später amtsting und schließlich ab 1918 fylkesting. Ab 1964 wurden die Abgeordneten zum fylkesting von den Gemeinderäten gewählt und seit 1976 geschieht dies direkt von der Bevölkerung.

## Entstehung derFormannskapslovene

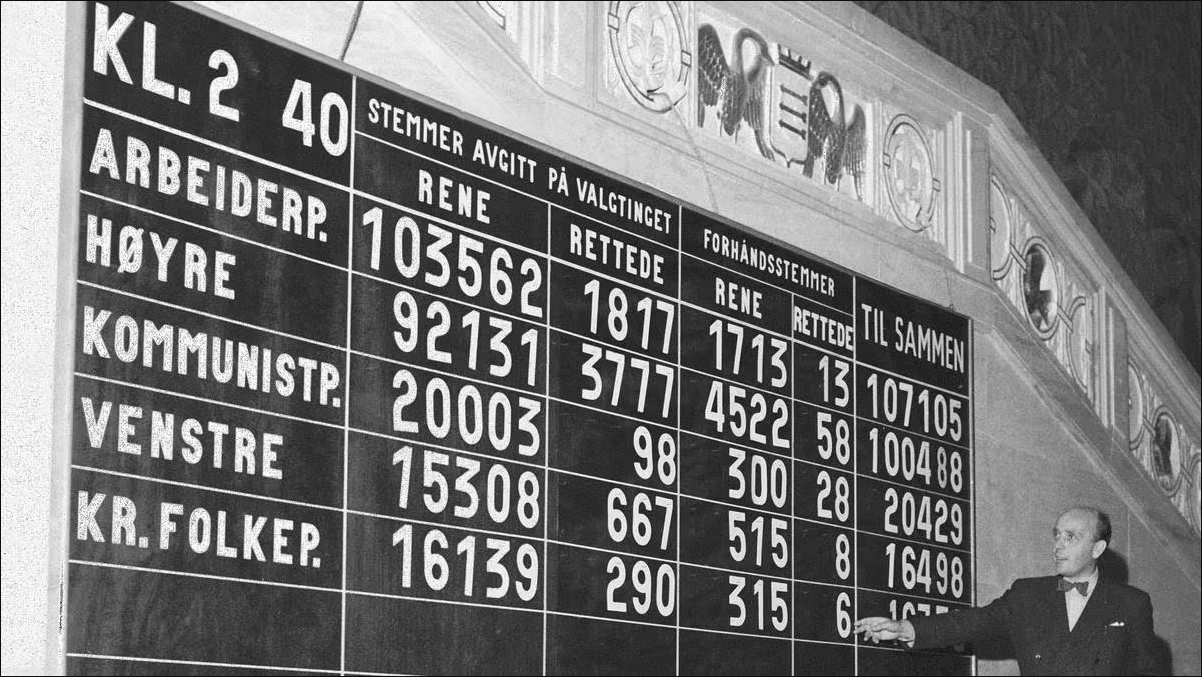
Auszählung der Kommunalwahlen 1951 im Rathaus von Oslo

Die Einführung der Verfassung von 1814 hatte nichts an der Art und Weise geändert, wie die Gemeinden regiert wurden; die staatlichen Beamten hatten wie in den absolutistischen Jahrzehnten zuvor alle Macht und walteten nach Gutdünken. Vor allem die Bauern forderten eine kommunale Selbstverwaltung. „Das Hauptargument war, dass diejenigen, die die Kosten der lokalen Maßnahmen zu tragen hatten, diese auch verwalten sollten. Ein weiteres Argument war, dass die Bürger mit den örtlichen Gegebenheiten besser vertraut seien als zugezogene Beamte.“
Zwischen 1821 und 1830 wurden neun verschiedene Entwürfe für ein Selbstverwaltungsgesetz ausgearbeitet, im Jahre 1833 noch einmal insgesamt vier Vorschläge, wovon das Storting einen verabschiedete. Dieser war bereits ein Kompromiss zwischen der zentralistischen Auffassung der Regierung und dem von der bäuerlichen Opposition um John Neergaard und Ingebrigt Sæter getragenen Kommunalismus, wurde aber von König Carl Johan strikt abgelehnt.
Daraufhin arbeitete eine königliche Kommission einen neuen Gesetzesentwurf aus, in dem alle Elemente der direkten Demokratie zugunsten des repräsentativen Prinzips gestrichen wurden. So sollten die Amtsformannskapene wieder aus den Bürgermeistern der Gemeinden bestehen und nicht direkt gewählt werden. Die Zentralregierung behielt das Recht zur Genehmigung langfristiger Ausgaben (approbasjonsrett). Der König akzeptierte den Entwurf, der am 1. März 1836 dem Storting zur Behandlung vorgelegt wurde. Obwohl der Vorschlag ausführlich erörtert wurde und vier Gegenvorschläge eingebracht wurden, wurde er schließlich am 24. November 1836 im Lagting verabschiedet. Durch den König am 14. Januar 1837 (am Jahrestag des Kieler Friedens 1814) sanktioniert, traten die Gesetze am 1. Januar 1848 in Kraft.

## Namensbedeutung
Formannskap ist die Eigenschaft, ein Vorsitzender oder Manager zu sein; auch die Zeit seiner Amtsführung. Eine Übersetzung als Vorsitz (z. B. formannskap i OSSE = OSZE-Vorsitz) oder Präsidentschaft (z. B. EUs formannskap = EU-Präsidentschaft) ist für beide Aspekte zutreffend. Weiters bedeutet Formannskap die Personengruppe selbst, die leitende Funktionen ausübt, also ein Präsidium ganz allgemein. Als „Bezeichnung für ein kollegiales politisches Leitungsorgan (styringsorgan) in norwegischen Gemeinden“ wird das Wort erst seit den Präsidialgesetzen verwendet.

## Gesetzestext
- Lov om Formandskaber i Kjøbstæderne, samt om Bestyrelsen af Kjøbstædernes almindelige Commune-Anliggender. (Gesetz über die Präsidien in den Marktstädten und über die Verwaltung der allgemeinen kommunalen Angelegenheiten der Marktstädten.) Trykt hos Chr. Grøndahl. 1837 (Digitale Version).
- Lov om Formandskaber paa Landet samt om Bestyrelsen af Districternes almindelige Commune-Anliggender. (Gesetz über die Präsidien auf dem Lande und über die Verwaltung der allgemeinen kommunalen Angelegenheiten der Bezirke.) Trykt hos Chr. Grøndahl. 1837 (Digitale Version).